# Basileucus scutellaris
Basileucus scutellaris är en stekelart som först beskrevs av Taschenberg 1876.  Basileucus scutellaris ingår i släktet Basileucus och familjen brokparasitsteklar. Inga underarter finns listade.